# Ялхорой (общество)
Ялхорой, или Ялхарой, — название жителей горного чеченского аула Ялхорой. Общее название тайпов аккий и цечой, проживавших в ауле Ялхорой.
Списки тайпов составленные различными исследователями в большей или меньшей степени, заключают неточности и ошибки. К важнейшим недочетам, обнаруженным в списках относится то, что в одних и тех же тайповых реестрах даются вперемежку не только тайповые и внутритайповые названия, но и локальные географические названия некоторых групп чеченского населения, а также то, что названия жителей отдельных селений этими исследователям подаются как тайповые название.

## Общие данные
Нередко внутритайловые этнические ответвления представляются в виде самостоятельных тайпов — в таком случае количество чеченских тайпов искусственно завышается. Иногда в качестве тайповых указываются названия жителей какого-то селения. Например, жители с. Ялхара (на русских картах это село обозначено как «Ялхарой») называются на чеченском языке «ялхарой», подобно тому, как жители г. Москвы называются на русском языке москвичами, а жители г. Самары — самарцами. Однако из приведенного примера не следует, что москвичи и самарцы — наименования неких национальностей. Точно так же, название «ялхарой», вопреки многим исследователям, — не является тайповым наименованием и этнонимом вообще, а является чеченским наименованием жителей с. Ялхара. Согласно изустной информации, записанной в 1975-78 годы от уроженцев этого селения, до сталинской депортации чеченцев в 1944 году, верхнюю часть с. Ялхара населяли представители тайпа цӀечой, а нижнюю — представители тайпа аккий (чечен. аьккхий).
В Грозненском округе Терской области существовало Ялхороевское старшинство, в которое входили следующие селения: Верхний Ялхорой, Нижний Ялхорой, Гурчи, Бунчи, Тали, Килах и хутор Джанишки. В 1905 году Ялхороевское старшинство состояло из 156 дворов, в которых проживало 830 человек.

## Предание
Существует народное предание о том, как цечой (чечен. цӀечой) появились в селение Ялхарой, записанное 4 июня 1983 года в городе Грозном со слов Г.С.Т., цӀечо, умат-гар). Цечоевец Селейм взял в жёны аккинку, и они поселились в местечке Цеча-Ахки. Аккий, используя жену Селейма, попросились жить в Цеча-Ахки. Селейм разрешил некоторым из них поселиться в Цеча-Ахки. Но вскоре число аккинцев в Цеча-Ахки стало стремительно расти. Тогда Селейм начал гнать их, и они убили его за это. Об убийстве узнал Элдарха, родной брат Селейма, живший на плоскости. Элдарха приехал в Цеча-Ахки и в отместку за брата убил двух аккинцев, а ещё один аккинец убежал. Вдова Селейма, урождённая аккинка, ушла с детьми жить на свою родину, в Ялхарой. Так в Верхнем Ялхарое появились потомки цӀечой.

## Аулы
Чеченское горное общество ялхорой включало в свой состав горные аулы:
- Басарача-Ялхара «Верхний Ялхарой» — в 1 км к востоку от Хьайхара Ялхара и севере (500 метров) от Тугlуз-Юрт.
- Хьайхара-Ялхара (Хайхара-Ялхара) — находиться на склоне Хьайхара — в 1 км к з. от Басарача-Ялхара.
- Тугlуз-Юрт «Нижний ялхарой» — развалины в 500 м к ю. от Басарача-Ялхара. Этимология слова Тугlуз от табуированного имени девяти божеств кавказского пантеона богов означающего «волк»
- Тlолие- Тlалаха (Толие) — разв. в 1 км к в. от Басарача-Ялхара. Этимология названия богом данный.
- Нах байина меттиг «Людей (где) истребили место» — второе название Басарача-Ялхара, возникло вследствие того, что советские солдаты здесь расстреляли 86 чеченцев, пригнанных на сборный пункт для депортации.
- Терхие — разв. в 2 км к в. от «Жаьнчи». «Тарх» — чеч скала, утес, а также место террасного земледелия.
- Ӏамкъие (Амкие) — разв. в 1 км к ю. Этимология названия, вероятно, связана с «lам» — озеро или связано с первородством или первоисточником.
- Виелгlие, Велаха (Виелгие) — разв. в 3 км к в. от Басарача-Ялхара. Этимология топонима возможно место сбора жрецов.
- Жаьнчие (Жянчие) — разв. в 3 км к в. от Басарача-Ялхара.
- Лалие — разв. в 2 км к ю.-в. от Жаьнчие, рядом с Терхие (Тlолие).
- Гуршие — разв. в 4 км к ю.-в. от Басарача-Ялхара, рядом с Виелгие. Этимология топонима связана с «гур» — капкан, заслон, засада, обруч.
- Боьнчие (Бёнчие) — разв. в 3 км к в. от Гуршие, в 7-8 км от Басарача-Ялхара. Этимология топонима, вероятно, связана с «бун» — шалаш.
- Кlаьгана-юх (Кэгана-юх) — разв. в 4 км к в. от Боьнчие. Название связано с «кlаьга» — уголек и «юх» — в знач. рядом, вблизи.
- Йоккха Аьрбала «Большой Эрбала» — разв. в 1 км к в. от 4 Кlэгана-юх. Вторая часть топонима — Аьрбала — не поддается объяснению. Но можно допустить, что название произошло от «аьрха + балой», то есть неистовые балойцы.
- Жома Аьрбала «Маленький Эрбала» — разв. в 1 км от Йоккха Аьрбала.
- Гиелечу — разв. в 1 км к ю. от Йоккха Аьрбала.

Своим духовным центром его представители считали аул Ялхарой. В главном селении общества Ялхарой жили представители пяти групп — тугlаз-некъе, басара-ялхарой(тати некъийн и кьези некьийн), хусар — некъе, цlесий, гиси (цикми)- некьийн. Представители других населённых пунктов рекомендовали себя фамилиями, относящимися более к топонимическим названиям, нежели к реальным фамильно-родовым подразделениям. Общество Ялхарой граничит на юге с Акка, на севере-востоке — с Нашха, на западе — с Орстхой, на юго-западе — с Галай, на севере — с Балой. В основу этнонима, вероятно, легло то, предки ялхароевцев являлись жрецами-солнцепоклонниками и занимались мумификацией умерших и воскурением жертвенных животных путем их сжигания. «Ял» — дань солнцу «хо» — рабы- служители « ро» воскурять вверх. Описываемое Ялхарой располагалось у истока левого притока Гехи, в ущелье реки Ялхорхи.

## Расселение
Расселён на территории Ингушетии и Чечни. После возвращения из высылки в 1957 году расселились в:
- Грозный: Мальсаговы, Ялхароевы, Акмурзаевы, Булатовы, Байдуевы, Дидаевы, Дудаевы, Умалатовы, Шавхаловы. Гайсултановы, Бунгуевы.
- Старый-Ачхой: Мальсаговы, Артахановы, Ахметовы, Акмурзаевы, Артамановы, Дидаевы, Дудаевы, Дудурговы, Сардаловы, Сосуркаевы, Сусаевы, Умалатовы, Хамзатовы, Шовхаловы, Эльбиевы, Эльмурзаевы, Юсуповы.
- Орехово- Янди Сосламбековы
- Катыр-Юрт: Ялхороевы, Мусаевы, Умалатовы.
- Новый Шарой: Байдуевы, Умалатовы.
- Ачхой-Мартан: Мальсаговы, Байдуевы, Матаевы, Мисербиевы, Майрбиевы
- Самашки: Мусаевы, Ульбиевы, Чергизовы.
- Шалажи: Магомадовы, Гантемировы, Абзаевы, Байдуевы, Гадуевы, Артамовы, Ачаевы, Батаевы, Бекмурзаевы,Гайсултановы,Джабиевы, Бунгуевы
- Урус-Мартан: Ялхороевы.
- Гудермес: Ялхороевы.
- Ассиновская: Байдуевы Мусаевы, Магомадовы
- Бамут: Ялхороевы.
- Гехи-Чу: Ялхороевы, Дудаевы.
- Слепцовская Сунжа: Ялхароевы, Ялхаро,Сардаловы
- Нестеровская: Ялхароевы.
- Назрань: Ялхароевы.
- Карабулак: Ялхароевы. Мальсаговы.
- Сурхахи: Ялхароевы.
- Нижние Ачалуки: Ялхароевы.
- Малгобек: Ялхароевы